# Klara Weich
Klara Weich (* 7. November 1883 in München; † 18. April 1970 ebenda) war eine deutsche Politikerin (SPD).

## Leben und Wirken
Weich besuchte die Volksschule und die Sonntagsschule in München. Im Anschluss an eine kaufmännische Lehre arbeitete sie als kaufmännische Angestellte. Als junge Frau trat sie in die Sozialdemokratische Partei Deutschlands (SPD) ein. Von 1914 bis 1921 war Weich Vorstandsmitglied der Allgemeinen Ortskrankenkasse München. 1925 arbeitete sie für eine Behörde.
Bei den Reichstagswahlen vom Mai 1928 wurde Weich als Kandidatin der SPD für den Wahlkreis 24 (Oberbayern-Schwaben) in den Reichstag gewählt. Bei den Wahlen vom September 1930 wurde ihr Mandat bestätigt, so dass die dem Parlament der Weimarer Republik insgesamt vom Mai 1928 bis zum Juli 1932 angehörte.
Nach 1933 stand Weich unter Gestapo-Aufsicht. 